# Fužine
Fužine falu és község Horvátországban, Tengermellék-Hegyvidék megyében. Közigazgatásilag Belo Selo, Benkovac Fužinski, Lič, Slavica és Vrata települések tartoznak hozzá.

## Fekvése
Fiume központjától 22 km-re keletre fekszik. A közeli erdővel borított hegyek az 1385 méter magas Bitoraj, az 1428 méter magas Viševica, az 1106 méter magas Tuhobić és a 885 méter magas Preradović festői környezetet nyújtanak. Fužine kiváló közlekedési összeköttetéssel rendelkezik. A tengerpart a fiumei és vinodoli riviérával mindössze 30 kilométerre fekszik. Közvetlen közelében halad el a Zágráb-Fiume A6-os autópálya és a Zágráb-Fiume vasútvonal is. A község területén három sportolásra alkalmas tározó tó is található, a Bajer, a Lepenica és a Potkoš. A tavak és gyors folyású patakok halban egyaránt gazdagok. Különösen híres turista látványossága a Vrelo barlang, melyet az 1950-es években a Bajer-tó építésével egyidejűleg tártak fel. Turisták számára kiépítve, villanyvilágítással felszerelve, vezetéssel látogatható. Mélysége 300 méter, egyike a földalatti vizek által keresztülfolyt barlangoknak. Klímája változóan kontinentális és mediterrán, az átlaghőmérséklet 7,6 Celsius-fok. A nyári hőmérséklet ritkán emelkedik 30 Celsius-fok fölé, ezért a nyári klíma különösen kellemes, míg a tél hóban gazdag. Tiszta levegőjéről az állandóan fújó bóra gondoskodik.

## Története
Fužine a viszonylag fiatal települések közé tartozik. A 17. században keletkezett amikor a Zrínyiek vasércet kezdtek bányászni ezen a vidéken. A bányászat azonban nem kifizetődő volta miatt gyorsan megszűnt. Mindazonáltal a település neve a bányászat idejéből maradt fenn. A "fužinarstvo" kifejezés, melyet a vas kitermelésére és feldolgozására használtak valószínűleg az olasz "fucina" vagy a német "fusioniren" szavakból származik. A település fejlődésének nagy lökést adott az ország belső részeit a tengermellékkel összekötő Karolina út 1726 és 1737 közötti megépítése. Az út mellett az itt átutazók számára csakhamar betérők, szállások, vendéglátóhelyek épültek. Így Fužine nemcsak a Kvarner térségének, hanem egész Közép-Európának egyik legrégibb turistaközpontja lett. Fužinének már 1785-ben volt iskolája, mely az ország e részének egyik legrégibb iskolája volt. Lakói mindhárom nagy horvát nyelvjárást, a što, a ča és a kaj nyelvjárást is beszélték és beszélik a mai napig is. 1808 és 1833 között felépült a település Páduai Szent Antal tiszteletére szentelt plébániatemploma a horvát Hegyvidék legnagyobb temploma. 1873-ban megépült a Zágráb-Fiume vasútvonal, majd 1995-ben a Zágráb-Fiume autópálya is. A településnek 1857-ben 435, 1910-ben 429 lakosa volt. 1920-ig Modrus-Fiume vármegye Delnicei járásához tartozott. 2011-ben a falunak 689, a községnek összesen 1595 lakosa volt.

## Lakosság

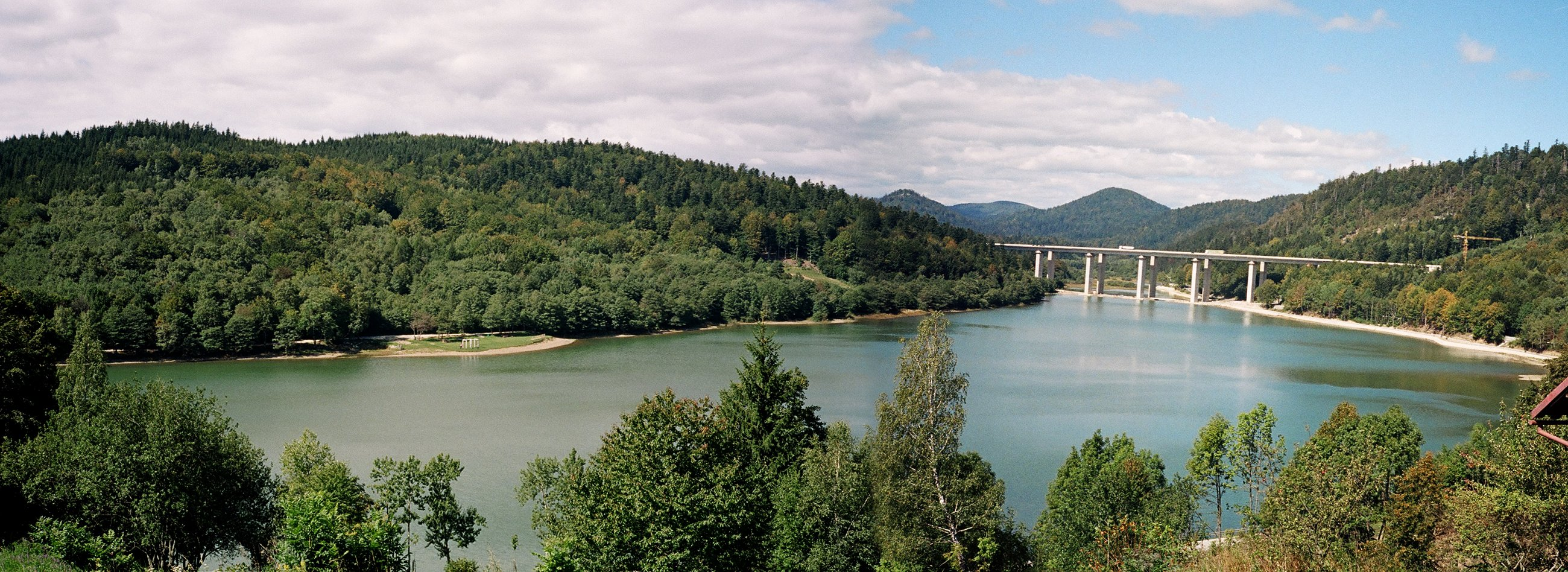
A Bajer-tó és a Bajer-híd Fužine felől

| Lakosság változása | Lakosság változása | Lakosság változása | Lakosság változása | Lakosság változása | Lakosság változása | Lakosság változása | Lakosság változása | Lakosság változása | Lakosság változása | Lakosság változása | Lakosság változása | Lakosság változása | Lakosság változása | Lakosság változása | Lakosság változása |
| ------------------ | ------------------ | ------------------ | ------------------ | ------------------ | ------------------ | ------------------ | ------------------ | ------------------ | ------------------ | ------------------ | ------------------ | ------------------ | ------------------ | ------------------ | ------------------ |
| 1857               | 1869               | 1880               | 1890               | 1900               | 1910               | 1921               | 1931               | 1948               | 1953               | 1961               | 1971               | 1981               | 1991               | 2001               | 2011               |
| 1100               | 1325               | 1252               | 1331               | 1308               | 1071               | 1042               | 909                | 811                | 971                | 844                | 828                | 805                | 740                | 814                | 689                |

## Nevezetességei
Páduai Szent Antal tiszteletére szentelt plébániatemploma a Hegyvidék legnagyobb temploma. 25 évig építették 1808 és 1833 között, helyén egykor kápolna állt körülötte az első fužinei temetővel. A templomnak szép márványoltárai, értékes oltárképei, kristálycsillárjai vannak. Említésre méltó az oltár feletti szépen restaurált Utolsó vacsora képe, a Keresztút és a neves horvát festőművész Antonini által festett faliképek a 20. század elejéről.

## Híres emberek
Itt született 1828-ban Franjo Rački a horvát tudományos és művészeti akadémia első elnöke.

## Kultúra
- A település kulturális egyesületeinek gazdag hagyományai vannak. Ma is mintegy 50 taggal működik itt a település egyik védjegye az 1848-ban alapított Horvát Vöröskereszt zenekara számos sikeres hazai és külföldi fellépéssel.
- Fužine nagyon híres gasztronómiájáról is. Kiváló éttermei a gombából, vadból, erdei gyümölcsökből eredeti receptek alapján készített a házias ételek gazdag kínálatával várják vendégeiket.
- A település nyári fesztiválja a "Ljeto u Fužinama" vitorlás versenyeivel, motoros találkozóval, nyári karnevállal, zenekari koncertekkel, művész vendégekkel.
- A téli időszakban híres a helyi zenekar karácsonyi-újévi koncertje, mely a régi időkben pontban december 31-én éjfélkor kezdődött.